# Tapisciaceae
Tapisciaceae – rodzina roślin z rzędu Huerteales. Obejmuje dwa rodzaje z 5 gatunkami. Występują w Chinach (Tapiscia) oraz Ameryce Środkowej i północno-zachodniej części Ameryki Południowej (Huertea).

## Morfologia
Pokrój i liścieDrzewa zrzucające liście. Liście skrętoległe, nieparzystopierzaste, z 5–9 listkami (też trójlistkowe). Blaszka liściowa piłkowana do karbowanej, przylistki odpadające.
KwiatyDrobne, męskie i obupłciowe, promieniste, białe i żółte. Kielich rurkowaty, z 5 działkami. Płatków 5 i tyle samo pręcików. Dysk kwiatowy drobny lub brak. Zalążnia górna, jednokomorowa z pojedynczym zalążkiem.
OwoceNiepękające, pestkowce lub jagody, skórzaste lub mięsiste.

## Systematyka
Pozycja systematyczna rodziny według APweb (aktualizowany system APG IV z 2016)
Jedna z rodzin rzędu Huerteales, siostrzana względem Dipentodontaceae. Dawniej oba rodzaje tu zaliczane włączane były do rodziny kłokoczkowatych Staphyleaceae.
|  | Gerrardinaceae Alford                              |
|  |                                                    |
|  | Petenaeaceae Christenhusz, M. F. Fay & M. W. Chase |
|  |                                                    |

|  | Tapisciaceae Takhtajan   |
|  |                          |
|  | Dipentodontaceae Merrill |
|  |                          |

|  | Gerrardinaceae Alford                              |
|  |                                                    |
|  | Petenaeaceae Christenhusz, M. F. Fay & M. W. Chase |
|  |                                                    |

|  | Tapisciaceae Takhtajan   |
|  |                          |
|  | Dipentodontaceae Merrill |
|  |                          |

Podział rodziny
- Huertea Ruíz & Pavón
- Tapiscia Oliver